# Vicente Antonio Sotillo Martí
Vicente Antonio Sotillo Martí (València, 1949) és un advocat i polític valencià.

## Biografia
És professor de dret mercantil per la Universitat de València, on es llicencià en dret el 1973 i es doctorà a la Universitat de Bolonya el 1976. Des de 1982 és professor de dret mercantil de la Universitat de València.
Fou elegit diputat pel PSOE, partit en el qual militava des del 1974 a les eleccions generals espanyoles de 1977, 1979 i 1982 per la província de València. En la Legislatura Constituent va ser secretari general adjunt del Grup Parlamentari Socialista i en la de 1982-1986 president de la Comissió Constitucional. En 1983 va ser un dels ponents de la Llei de l'Avortament.
El 1976 fou membre de la comissió executiva del PSPV, vicepresident primer de la Caixa d'Estalvis de València el 1989 i el 1986-1988 fou nomenat subsecretari de Relacions amb les Corts i de la secretaria del govern. També va ser membre del Consell d'Administració de la Societat estatal per l'Expo 92.

## Obres
- La Comunidad Valenciana y su desarrollo (2001) amb Vicente Garrido Mayol.